# Jastrzębiak ciemny
Jastrzębiak ciemny (Melierax metabates) – gatunek dużego ptaka drapieżnego z rodziny jastrzębiowatych (Accipitridae).

## Systematyka
Wyróżniono kilka podgatunków M. metabates:
- M. metabates theresae – południowo-zachodnie Maroko.
- M. metabates ignoscens – południowo-zachodni Półwysep Arabski.
- M. metabates neumanni – Mali do północnego Sudanu.
- M. metabates metabates – Senegal do Etiopii i północnej Tanzanii.
- M. metabates mechowi – Gabon do południowej Tanzanii i na południe do Angoli i RPA.

Międzynarodowy Komitet Ornitologiczny (IOC) nie uznaje obecnie podgatunku neumanni i wlicza go do podgatunku nominatywnego.

## Zasięg występowania i środowisko
Jastrząb ten zamieszkuje tereny w Afryce Subsaharyjskiej, ale unika deszczowych lasów dorzecza Kongo. Występują również małe, izolowane populacje jastrzębiaków ciemnych w Maroku i południowo-zachodniej części Półwyspu Arabskiego. Jest to ptak częściowo wędrowny, populacje w strefie tropikalnej są w większości osiadłe, ptaki w rejonach suchych prowadzą koczowniczy tryb życia. Zasięg występowania ocenia się na 26,2 mln km².
W Afryce Subsaharyjskiej występuje na wilgotnej, zalesionej sawannie, faworyzując mniej suche i mniej otwarte siedliska niż pozostałe dwa gatunki z rodzaju Melierax, tak że ich zasięgi występowania pokrywają się tylko marginalnie. Podgatunek marokański występuje w lasach, starych gajach oliwnych, na terenach porośniętych ciernistymi krzewami, w gajach palmowych i pomarańczowych, a ptaki zamieszkujące południowo-zachodni Półwysep Arabski często występują na terenach porośniętych ciernistymi krzewami, w lasach akacjowych, na pogórzu i w zalesionych uedach.

## Morfologia
Jastrzębiak ciemny jest dużym przedstawicielem jastrzębiowatych: posiada długi ogon i skrzydła dochodzące do 105 cm rozpiętości. Wierzch ma ciemnoszary i biały, spód jasny z brązowawymi prążkami. Posiada ciemny, wręcz czarno-biały ogon. W locie, skrzydła są szare z czarnymi końcówkami.

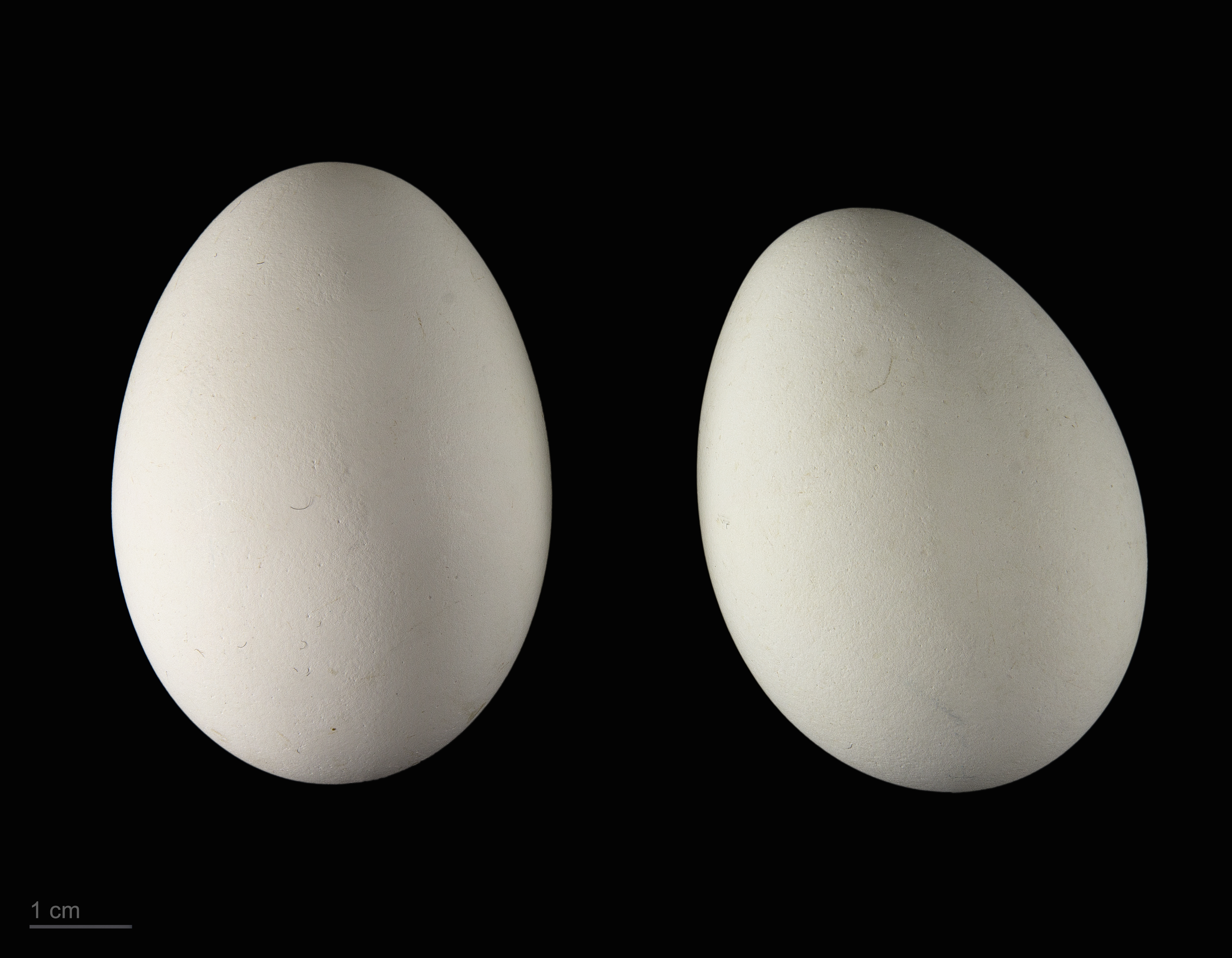
Jaja

## Zachowanie
Gniazduje na drzewach, gdzie w gnieździe składa jedno lub dwa jaja. Żywi się różnymi kręgowcami (drobne ssaki, węże, jaszczurki, ptaki) i dużymi owadami.

## Status
Międzynarodowa Unia Ochrony Przyrody (IUCN) uznaje jastrzębiaka ciemnego za gatunek najmniejszej troski (LC – Least Concern) nieprzerwanie od 1988 roku. Trend liczebności populacji uznaje się za stabilny.